# Back to You (Selena Gomez)
Back to You is een nummer van de Amerikaanse zangeres Selena Gomez uit 2018. Het is de eerste single van de soundtrack van het tweede seizoen van 13 Reasons Why, een serie die Gomez mede geproduceerd heeft. Tevens is het de vijfde single van Gomez' derde studioalbum Rare.
"Back to You" leverde Gomez wereldwijd een grote hit op. In de Amerikaanse Billboard Hot 100 pakte het nummer de 18e positie. In de Nederlandse Top 40 was het goed voor een 5e positie, en in de Vlaamse Ultratop 50 voor een 10e.